# Lasaraline
Lasaraline (Engels: Lasaraleen) is een personage uit Het paard en de jongen van De Kronieken van Narnia door C.S. Lewis.
Lasaraline is een vriendin van Aravis, die Aravis herkent als ze samen met Brie en Winne door Tashbaan proberen te komen. Zij is anders dan Aravis vooral geïnteresseerd in kleding en feesten. Lasaraline neemt Aravis mee naar haar huis, waar zij Aravis probeert te overtuigen, dat zij met de Tarkaan Ahoshta moet trouwen. Aravis heeft daar geen zin in.
Lasaraline verzint het plan, om Aravis door de tuinen van het paleis van de Tisrok, Tashbaan uit te smokkelen. Lasaraline zegt dat ze de Tisrok een aardige man vindt, maar is bang van hem, als ze een gesprek van hem en zijn zoon Rabadash afluistert.